# 関西学生野球連盟
関西学生野球連盟（かんさいがくせいやきゅうれんめい、英語表記：Kansai BIG 6 Baseball League
）とは、関西地区に所在する6大学の硬式野球部で構成された大学野球リーグである。全日本大学野球連盟傘下。
1982年の当連盟の結成以前に、時期を異にして同名の内容が全く異なる学生野球連盟が2度存在した事があり、それぞれ共に当連盟の加盟校の一部が関連していたが、それぞれ時期も内容的にも継続性が無く全く別の団体である（後述でも若干触れてはいるが、それらの項目の詳細についてはそれぞれの項を参照の事）。

## 概略

### 前史
戦後の学制改革による新制大学誕生後、1951年に全日本大学野球連盟が発足し、1962年には関西六大学野球連盟 (旧連盟)（以後、旧関六）が、関西地域における旧関六以外の大学野球連盟が所属する近畿地区大学野球連盟からの再三の合併要求を受け入れ、その結果、旧関六を最上部とした入れ替え戦によって結合された関西大学野球連合として統合される。しかし約20年後の1982年には『入れ替え制度による将来における関西大学野球界の危機』を唱えた関係者の主張が通り、関六の入れ替え戦中止が決定。同時に関西大学野球連合は解体となった（経緯の詳細については関西大学野球連合の項を参照）。

### 関西学生野球連盟の誕生
入れ替え戦中止にいたるまでの経緯。
関西学院大学、関西大学は、入れ替え戦中止による固定を主張。
幹事校の同志社大学は、最後まで反対していたが、当時下部の京滋リーグに落ちていた立命館大学を救済するとして、立命館大学もこれに応諾。3校がまとまり、また関西大学の働きかけにより、もともと関西大学の動静には大きな疑念を持っていたものの、大きな発言権を持ち且つ当時関西最強だった近畿大学も3校と同調することで新リーグ参加を承諾される条件を示され同調せざるを得なくなり、とうとう同意、これら一連の動きに最後に同志社大学も同調せざるを得なくなった事で関関同立近の足並がそろった。京都産業大学と大阪商業大学は、そのまま居残る形になり、関西六大学の名称はそのまま引き継がれている。
したがって、関西六大学野球連盟から脱退し、旧下部から2校を招聘して後日に関西学生野球連盟となる新リーグを結成した事になる。
また、連合結成時代を含めた旧リーグの過去の記録に関しては、新制の関西六大学野球連盟側と共有していく事で再編時に合意がなされている。

## 沿革
※当連盟が結成される前の現所属校が深く関わっている団体についても一部記載

### 前史

#### 旧制専門学校時代の関西学生野球連盟
- 1917年　関西大学、関西学院高商部、同志社大学、立命館大学、大阪薬学専門学校（後の大阪大学薬学部）、大阪高等工業学校、大阪高等商業学校（1928年から大阪商科大学）、大阪歯科医学専門学校の8校により関西学生野球連盟（旧連盟：毎日新聞社主催）が結成。その後消滅

#### 旧制大学時代の関西学生野球連盟
- 1927年　1923年に発足した官立三校野球連盟を母体にした官立四校野球連盟に関西学院高商部（1932年から関西学院大学）、大阪高等商業学校（1928年から大阪商科大学）が加盟し、関西六校野球連盟（※1）と改称。
- 1928年　神戸高等工業学校（1949年に新制の神戸大学工学部）が加盟し関西学生野球連盟（旧連盟）と改称。京都地区では京都大学専門学校野球連盟から旧制大学が独立し、大谷大学、京都府立医科大学[2]、京都帝国大学、立命館大学、龍谷大学の5大学で京都五大学野球連盟を設立。
- 1929年　関西大学・同志社大学・京都帝国大学による三大学対抗戦開始
- 1930年　立命館大学を加えて関西四大学野球連盟が発足。
- 1931年　関西学生野球連盟（旧連盟）の神戸商業大学が関西四大学連盟に移籍し更に関西学院も重複加盟し、同年秋から関西六校野球連盟（※2）のリーグ戦が開始
- 1932年　関西学院の大学昇格と共に前年秋に結成の関西六校野球連盟は関西六大学野球連盟 (旧連盟)に改称
- 1941年　大阪専門学校が関西学生連盟（旧連盟）に加盟。
- 1942年　同年春を最後に、戦時命令により全国の全ての野球競技活動が禁止される。

※1：1931年に発足した同名の関西六大学野球連盟（旧連盟）の前身連盟とは別。
※2：1927年に発足した同名の連盟とは別。

#### 戦後〜旧関西六大学の解散まで
- 1946年　関西六大学野球（旧連盟）が再開。
- 1947年　学制改革の施行が始まる。関西学生野球連盟（旧連盟）の構成校でもあった大阪大学、大阪商科大学に大阪理工科大学（大阪専門学校の系列校）を加えた後の近畿大学野球連盟の母体となる大阪三大学野球連盟としてリーグ戦を再開。同年には旧制3大学野球連盟（東京六大学、東都、関西六大学）による全国大学野球連盟が発足。
- 1949年　学制改革の施行が終了し。全国新制大学野球連盟による第1回新制大学野球選手権大会が開催
- 1952年　全国大学野球連盟と全国新制大学野球連盟が合併しそれぞれが発展的解消。第1回全日本大学野球選手権大会を開催。
- 1956年　関西大学が全日本大学野球選手権において東京六大学代表以外の初の優勝校になる。
- 1962年　近畿地区大学野球連盟配下の3連盟（京滋大学野球連盟・近畿大学野球連盟・阪神大学野球連盟）と合併し入れ替え戦を導入
- 1970年　同年秋に第1回明治神宮野球大会を実施。関西大学が関西大学野球連合代表として出場。
- 1972年　関西大学が大学球界初の春秋全国制覇（大学タイトル4冠 ※1）を達成

### 新制の関西学生野球連盟の発足
- 1982年　関西大学野球連合が解体し、その後の再編の経緯の中で関西六大学野球連盟（旧連盟）から関西大、関西学院大、近畿大が先ず脱退し、後に同志社大も追随するに至り、実質的に旧連盟は解散し、結果として新たに関西学生野球連盟が発足。全日本大学野球選手権大会の出場枠は連合時代を踏襲して関西地区の5連盟で1枠となる。秋季の明治神宮野球大会については春の関西地区代表決定戦での優勝連盟が出場する事となる。
- 1983年　全日本大学野球選手権大会の関西地区の出場権が2つに増枠。秋の明治神宮野球大会は春の第1代表の代表連盟が出場となる。
- 1985年　同年より明治神宮野球大会においても関西地区代表決定戦を実施
- 1989年　全日本大学野球選手権大会の関西地区の出場権が3つに拡大。また同大会において近畿大学が連盟代表初の2連覇を達成。同時に近畿大学が全国としても連盟としても2度目の春秋全国制覇（大学タイトル4冠 ※1）を達成。
- 1991年　全日本大学野球選手権大会の出場校増加に伴い単独出場権を獲得
- 1994年　関西地区大学野球5リーグ対抗戦を開始
- 1997年　近畿大学が全国としても連盟としても3度目の春秋全国制覇を達成。また同時に同年秋には最後の大会となった全日本アマチュア野球王座決定戦でも優勝し全国の大学では唯一の大学タイトル5冠(※1)に耀いた。
- 1998年　全日本大学野球選手権大会において近畿大学が2度目の2連覇を達成。全国においても明治大学に並ぶ2校目の快挙。
- 2000年　関ヶ原合戦後400年を記念して東京六大学野球連盟と東西対抗戦実施
- 2005年　明治神宮野球大会の関西地区代表枠が2校に増枠
- 2009年　関西大学が不祥事により秋季リーグ戦出場を辞退。5校で開催
- 2013年　近畿大学が部員の逮捕事件により秋季大会出場辞退。5校にて開催
- 2020年　春季リーグ戦は新型コロナウイルス感染拡大による日本政府からの緊急事態宣言発令を受けて延期となり、8月9日からの開幕が一度は決定していたが、京都大学生（非野球部員）からコロナの陽性反応が出て部活動全体が休止状態になっていることや、他の加盟校も練習などに制約が加えられていることなどを総合的に判断し、春季リーグの開催を再延期せず、完全中止とすることが発表された[3]。秋季は2回戦総当たり勝率制で実施。

※1：大学球界では全国大会出場校が必ずしも各リーグの優勝校とは限らない代表地区や時代があった関係で、リーグ優勝と全国大会優勝のタイトルは別タイトルとしてカウントされる習慣がある。

## 特徴
関西の学生野球史では必ず登場する関関戦（関西大学と関西学院大学）と同立戦（同志社大学と立命館大学）は関西地区の学生野球対抗戦としては最も有名なカードであるが、全国的な知名度は高くない。また同リーグに看板固定カードが2つ存在するのも同リーグの特徴ともなっているが、早慶戦のように全国中継があったり、テレビニュースになるようなプライム案件とは見做されていない。
大学野球では数少ない、東京六大学同様に指名打者制を採っていないリーグでもある。
過去には2000年に実施した記念行事の東西対抗戦の他、東西対抗戦としては、毎年東京六大学野球連盟の数校を関西に招待したものや、一端中断後の再開時には東京六大学野球連盟に加えて東都大学野球連盟からも数校ずつ招待するなど、かつてはリーグ間交流に積極的であったが、現在は行なわれていない。
リーグ名称は「関西学生野球連盟」であるが、内部的には随所で「関西学生野球六大学リーグ」を使用している。ファンや関係者筋の会話などにも「六大学」の呼称が使われるが、全国の他のリーグの例でもたまに見られるようなスラングではなく、連盟発行物や優勝旗など随所に「六大学」が意図的に使用されている。これは、新リーグの連盟名称決定時の経緯から関西六大学の継承をやむなく断念した一方で、英名においては当時言及されなかった事から、旧関六で英語表記での正式名称に用いていた「KANSAI BIG6」を英語名表記での愛称として継続使用（英語表記の場合でも正式な連盟名称はあくまで当記事の冒頭に記述してある名称）する事で旧関六の流れを継承したリーグという自負の表現もなっている。通常「××BIG6」を英語名表記に用いる場合は、日本語で「××六大学野球連盟」という連盟名称においての正式な英語表記に用いるのが通常であるが、連盟成立過程における過去の複雑な経緯（詳細は当記事の他に関西六大学野球連盟 (旧連盟)などの関連記事を参照の事）によりこの連盟では英語名表記の愛称としてBIG6を用いている。これは日本の大学野球においては唯一のケースになる。
新制発足以来、2019年春まで、加盟する6校のうち、京都大学は37季連続最下位となっていたが、2019年秋に38季振りに最下位を脱出した。

## 運営方法

### 構成
固定した6校

### 対戦方法
- 春秋でそれぞれリーグ戦を行なう。

- 試合は1チームあたり1日1試合とし、2戦先勝方式の総当たり戦を行ない、同一対戦カードは基本的に連日で実施する。（引き分けは再試合とし、勝率計算には計上しないが、記録は有効。）

- 基本的に組み合わせ表（外部リンク）の左側のチームを3塁側とし先攻めとする。
  - 例外として、関関戦は関西学院大学、同立戦は立命館大学が全試合3塁側の扱いで固定されるが、先攻めは通常と同じく組み合わせ表左側のチームとなる

2戦先勝方式
同一の対戦校に対して先に2勝したチームがその相手校に勝利したとして対戦を終了する。（1勝1敗の場合は翌日以降に第3戦を行い決着を付ける。ただし引き分けなどにより第3戦で決着がつかない場合、あるいは雨天など天災によって予備日を使い切っても決着がつかない場合は、後日追加日程を発表したうえで決着をつけるまで再試合をする）

### 順位決定方法
勝ち点制により決定。
勝ち点制
- 同一対戦校に勝ち越した場合に勝ち点1を獲得し、勝ち点が多い方が上位。
- 勝ち点が同じ場合は全体の勝率比較によって順位を決定。
- 勝ち点も勝率も同じ場合は、優勝校を決定する場合に限り決定戦（プレイオフ）を行なう。（決定戦の成績・記録はリーグ戦としての成績・記録には加算しない。）
- 同勝ち点同勝率の場合でその他の順位については、連盟規定により当該校同士の対戦で勝ち点を獲得した方を上位とする。

勝率
全勝ち数を全試合数（引き分けは再試合扱いのため除く）で割った数値。

## 試合会場
- わかさスタジアム京都、大阪市南港中央野球場、皇子山球場を中心にほっともっとフィールド神戸、阪神甲子園球場も利用している。新人戦では豊中ローズ球場も使用される。なお、関関戦は甲子園球場（以前は阪急西宮球場）、同立戦はわかさスタジアム京都を使用している（雨天中止や引き分けなどのため、別の球場が使用されることもある）。

- 取り壊される前の日生球場、阪急西宮球場でも開催されていた。2002年春には、雨天中止の影響で2日間（3試合）だけ藤井寺球場で開催されたこともある。

## 加盟大学
※大学選手権＝全日本大学野球選手権大会出場回数、神宮大会＝明治神宮大会出場回数。（選手権と神宮大会の実績はリーグ発足以前も含む）
| 学校         | 優勝回数 | 最終優勝 | 大学選手権 | 神宮大会 | 最終 出場大会     | 備考 |
| ------------ | -------- | -------- | ---------- | -------- | ----------------- | --- |
| 近畿大学     | 40       | 2023年春 | 12         | 13       | 2023年 大学選手権 | 全日本大学野球選手権優勝：4回 明治神宮大会優勝：2回 2013年秋季は出場辞退 旧：関西六大学野球連盟でリーグ優勝9回 近畿大学野球連盟（現:近畿学生野球連盟）所属時に大学選手権に9回出場 |
| 立命館大学   | 22       | 2019年春 | 18         | 4        | 2019年 大学選手権 | 全日本大学野球選手権準優勝：3回 明治神宮大会ベスト4：1回 旧：関西六大学野球連盟でリーグ優勝17回                                                                                   |
| 関西大学     | 9        | 2023年秋 | 11         | 7        | 2023年 神宮大会   | 全日本大学野球選手権優勝：2回 明治神宮大会優勝：1回 2009年秋季は出場辞退 旧：関西六大学野球連盟でリーグ優勝31回                                                                   |
| 同志社大学   | 8        | 2011年秋 | 6          | 7        | 2011年 大学選手権 | 全日本大学野球選手権準優勝：1回 明治神宮大会優勝：2回 旧：関西六大学野球連盟でリーグ優勝18回                                                                                      |
| 関西学院大学 | 7        | 2024年秋 | 7          | 1        | 2024年 大学選手権 | 全日本大学野球選手権準優勝：2回 旧：関西六大学野球連盟でリーグ優勝11回 |
| 京都大学     | 0        | -        | 0          | 0        | -                 | 旧：関西六大学野球連盟でリーグ優勝2回（旧:京都帝国大学時代） |

## 歴代優勝校
平成以降の優勝校
- ◎：代表決定戦の結果明治神宮野球大会出場権獲得
- ☆：全国大会優勝

| 開催年 | 春季リーグ優勝 | 秋季リーグ優勝 |
| ------ | -------------- | -------------- |
| 1989年 | 近畿大学☆      | 近畿大学◎☆     |
| 1990年 | 立命館大学     | 同志社大学◎☆   |
| 1991年 | 関西大学       | 近畿大学       |
| 1992年 | 立命館大学     | 立命館大学     |
| 1993年 | 関西学院大学   | 同志社大学◎    |
| 1994年 | 近畿大学       | 近畿大学       |
| 1995年 | 関西大学       | 近畿大学◎      |
| 1996年 | 立命館大学     | 近畿大学       |
| 1997年 | 近畿大学☆      | 近畿大学◎☆     |
| 1998年 | 近畿大学☆      | 近畿大学◎      |
| 1999年 | 立命館大学     | 立命館大学◎    |
| 2000年 | 立命館大学     | 近畿大学       |
| 2001年 | 立命館大学     | 近畿大学◎      |
| 2002年 | 近畿大学       | 近畿大学       |
| 2003年 | 近畿大学       | 同志社大学     |
| 2004年 | 立命館大学     | 立命館大学     |
| 2005年 | 近畿大学       | 近畿大学◎      |
| 2006年 | 近畿大学       | 近畿大学◎      |
| 2007年 | 立命館大学     | 近畿大学       |
| 2008年 | 近畿大学       | 立命館大学◎    |
| 2009年 | 近畿大学       | 立命館大学     |
| 2010年 | 同志社大学     | 同志社大学     |
| 2011年 | 同志社大学     | 同志社大学     |
| 2012年 | 立命館大学     | 関西学院大学   |
| 2013年 | 近畿大学       | 関西学院大学◎  |
| 2014年 | 立命館大学     | 関西大学◎      |
| 2015年 | 立命館大学     | 立命館大学◎    |
| 2016年 | 立命館大学     | 関西大学◎      |
| 2017年 | 近畿大学       | 関西大学◎      |
| 2018年 | 立命館大学     | 近畿大学◎      |
| 2019年 | 立命館大学     | 関西大学◎      |
| 2020年 | 中止           | 近畿大学◎      |
| 2021年 | 関西学院大学   | 関西大学       |
| 2022年 | 近畿大学       | 関西大学◎      |
| 2023年 | 近畿大学       | 関西大学       |
| 2024年 | 関西学院大学   | 関西学院大学   |

## 試合中継
かつては同立戦をKBS京都で中継することもあった。
- スポーツライブ+（BSスカパー!、GAORA→スカイ・エーでも数試合を放送）